# Alexandre Henri Gabriel de Cassini
Conde Alexandre Henri Gabriel de Cassini (Paris, 1781 — 1832) foi um botânico e naturalista francês, especialista na família botânica Asteraceae (Compositae).